# HMS Orion (85)
O HMS Orion foi um cruzador rápido operado pela Marinha Real Britânica e a terceira embarcação da Classe Leander. Sua construção começou em setembro de 1931 no Estaleiro Real de Devonport e foi lançado ao mar em novembro do ano seguinte, sendo comissionado na frota britânica em janeiro de 1934. Era armado com uma bateria principal composta por oito canhões de 152 milímetros montados em quatro torres de artilharia duplas, tinha um deslocamento de mais de nove mil toneladas e conseguia alcançar uma velocidade máxima de 32 nós (sessenta quilômetros por hora).
O Orion serviu na Frota Doméstica depois de entrar em serviço e em seguida foi transferido para as Bermudas. Na Segunda Guerra Mundial, o navio foi transferido para o Mar Mediterrâneo em junho de 1940 e participou de várias operações de escoltas de comboios para Malta e o Norte da África e interceptação de comboios inimigos. Também participou das batalhas da Calábria e Cabo Matapão. O cruzador foi seriamente danificado por ataques aéreos em maio de 1941 e ficou sob reparos em São Francisco, na Califórnia, entre outubro de 1941 e janeiro de 1942.
Ele voltou para o Mediterrâneo e retomou suas funções de escolta de comboios. Deu suporte para a invasão aliada da Sicília em julho de 1943 e em seguida para Campanha da Itália até abril de 1944, quando foi transferido para a Frota Doméstica. O Orion deu suporte para a invasão da Normandia em junho e então voltou para o Mediterrâneo, participando de ações no sul da França, na Grécia e na Itália. Depois do fim da guerra, o cruzador permaneceu servindo no Mediterrâneo até junho de 1946, sendo descomissionado no mês seguinte. O Orion foi desmontado em 1949.